# Santo Luzbel
Santo Luzbel és una pel·lícula mexicana del 1997 escrita i dirigida per Miguel Sabido rodada en castellà i nàhuatl.

## Sinopsi
La pel·lícula té lloc en una regió remota (Cuetzalan i Yohualichan a l'estat de Puebla) de l'actual Mèxic, on la majoria de la població parla el nàhuatl com a llengua materna.
La trama de la pel·lícula explota una desconfiança històrica i un conflicte entre habitants nadius de la regió, representats pels habitants de parla nàhuatl i els mestissos de parla hispana que s’identifiquen a si mateixos de classe social superior i s’anomenen Gente de razón. Entrellaçat en aquest conflicte principal, hi ha un segon conflicte que s’oposa a la visió d’un sacerdot tradicionalista (Ignacio López Tarso) que fa costat als castellanoparlants i un sacerdot més liberal que entén millor el sincretisme entre el catolicisme romà i les creences indígenes. Tots dos sacerdots són catòlics a càrrec de les parròquies dels pobles veïns.
El principal conflicte de la pel·lícula esclata quan els Mayordomos de Yohualichan decideixen presentar una representació teatral d’un text antic, en part en nàhuatl i en castellà, anomenat "Col·loqui de l’adoració del rei". El sacerdot catòlic de Yohualichan acusa els nahuas de blasfèmia, ja que el text ha acabat la discussió entre l’arcàngel Miquel i Santo Luzbel, veient-los com a iguals en lloc de bé i mal. Els nahues volen representar-lo vestit completament a l'església de la ciutat, per a consternació de tots els altres.

## Repartiment
- Rafael Cortes - Emeterio
- Victor Perez - Melchor
- Roberto Alavez - Cirilo
- Agustín Avilés - Agustín
- Ignacio López Tarso - Pare Leopoldo Santos Higareda
- Antonio Monroy - Olegario
- Carlos Pichardo - Delfino González

## Premis
En la XXXIX edició dels Premis Ariel va tenir dotze nominacions i sis premis.
| 1997 | Santo Luzbel        | Millor pel·lícula            | Nominat   |
| 1997 | Rafael Cortés       | Millor actor                 | Nominat   |
| 1997 | Víctor Pérez        | Millor coactuació masculina  | Nominat   |
| 1997 | Julia Sabido        | Millor actriu de repartiment | Nominat   |
| 1997 | Miguel Sabido       | Millor guió adaptat          | Nominat   |
| 1997 | Miguel Sabido       | Millor guió original         | Nominat   |
| 1997 | Oscar Figueroa Jara | Millor edició                | Guanyador |
| 1997 | Miguel Sabido       | Millor tema musical          | Guanyador |